# Йосип Бадалич
Йосип Бадалич (хорв. Josip Badalić; 7 червня 1888, Деановець — 11 серпня 1985, Криж) — хорватський літературознавець-славіст. Професор російського літературного Загребського університету.
Автор праць про зв'язки російської літератури з сербською і хорватською, про перекладання, дослідження й популяризацію творчості Тараса Шевченка в літературах народів Югославії. Йому належить стаття «Шевченкова доля і південні слов'яни» (1922). До 150-річчя з дня народження українського поета в журналі «Umjenost rijeći» («Мистецтво слова», 1964, № 1) опублікував статтю «Т. Г. Шевченко в хорватській літературі». У своїй книжці російсько-хорватські літературні студії" (Загреб, 1972) українському поетові присвятив окремий розділ.